# Bahnhof Liberec

Der Bahnhof Liberec, bis 1945 deutsch Reichenberg, ist eine Betriebsstelle der Bahnstrecke Pardubice–Zawidów und der hier beginnenden Strecken nach Zittau, nach Teplice sowie nach Harrachov auf dem Gebiet der Stadt Liberec (Reichenberg) in Tschechien. Im Zusammenhang mit dem Ausbau der Verbindung von Prag zur polnischen Grenze und weiter nach Görlitz für den Schienenpersonenfernverkehr sind umfangreiche Umbauten geplant.

## Geschichte
Der Bahnhof Reichenberg wurde am 1. Mai 1859 von der k.k. priv. Süd-Norddeutschen Verbindungsbahn (SNDVB) eröffnet. Ab 1. Dezember 1859 mündete auch die Strecke der Zittau-Reichenberger Eisenbahngesellschaft (ZRE) in den Bahnhof ein. Damit gab es eine durchgehende Verbindung von Pardubitz an der k.k. Nördlichen Staatsbahn über Reichenberg nach Löbau, wo Anschluss an die Bahnstrecke Görlitz–Dresden bestand. Im Bahnhof Reichenberg nutzte die ZRE die nördliche Hälfte des gemeinschaftlich genutzten Aufnahmsgebäudes. In der nördlichen Bahnhofshälfte waren darüber hinaus ein Eilgutschuppen, ein Wagenschuppen und eine dreiständige Lokomotivremise Eigentum der ZRE. Andere Anlagen im Bahnhof wurden hingegen gemeinschaftlich genutzt, wie die Personenverkehrsanlagen oder die Wasserstation zur Versorgung der Dampflokomotiven. Das Aufnahmsgebäude gleicht anderen zeitgenössischen Stationsgebäuden, wie dem im Zittau. Im Unterschied zu Zittau wurden die Zwischenflügel um ein Stockwerk höher ausgeführt. Architektonisch identische Bauten finden sich auch in den sächsischen Bahnhöfen Freiberg (Sachs) und Meerane.
Im Jahr 1886 ging die abzweigende Lokalbahn der Reichenberg-Gablonz-Tannwalder Eisenbahn (RGTE) nach Gablonz in Betrieb, im Jahr 1899 die Strecke der k.k. priv. Aussig-Teplitzer Eisenbahn (ATE) nach Teplitz. Die Züge der ATE endeten zunächst in einem eigenen Bahnhof, da man sich über die finanziellen Bedingungen zur Streckennutzung nicht einig wurde. Die Züge der ATE fuhren dann ab 1. Oktober 1903 in den Bahnhof ein und aus.
In diesem Zusammenhang plante die SNDVB eine Erweiterung des Bahnhofes zur Kapazitätserhöhung. Als die ZRE ihren Anteil nicht aufbringen konnte, bot sie sich dem sächsischen Staat zum Kauf an. Am 1. Jänner 1905 ging sie in Staatsbesitz über. Die Strecke nach Zittau gehörte fortan zum Netz der Königlich Sächsischen Staatseisenbahnen (K.Sächs.Sts.E.B.).

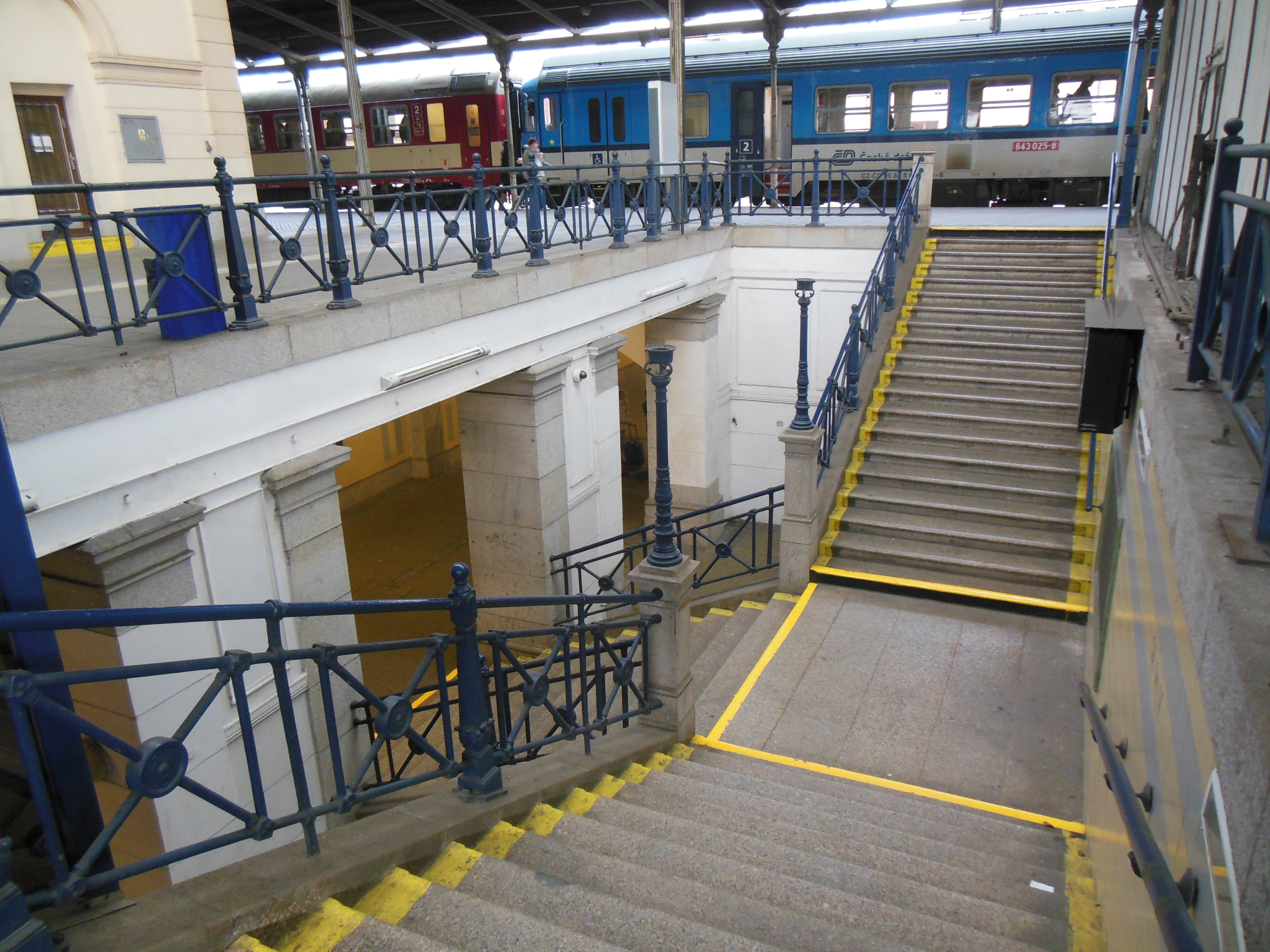
Treppen zur Unterführung im Zentralperron. Teil der zeitgenössischen Architektur sind die Wiener Stadtbahngeländer (2014)

Von 1906 bis 1908 wurde der Bahnhof in die heutige Form umgebaut. Insgesamt wies der Bahnhof nun 13 Durchgangsgleise auf. Die Baukosten betrugen insgesamt 5,638 Millionen Kronen, wovon der sächsische Staat 20 Prozent übernahm. Der bisherige Hausbahnsteig und der Inselbahnsteig entfielen zugunsten von Betriebsgleisen für den Güterverkehr. Die neu gebauten Bahnsteige sowie ein eigenes kleines Aufnahmsgebäude mit einem großen Wartesaal an einem Zentralperron sind seitdem über zwei Personentunnel erreichbar. Einen identischen Aufbau erhielt zur gleichen Zeit auch der heutige Bahnhof Salzburg Hbf.
Zum 1. Jänner 1908 wurde die SNDVB (rückwirkend) verstaatlicht. Der Bahnhof gehörte fortan zum Netz der k.k. Staatsbahnen (kkStB). Die Betriebsrechte der ATE und das Eigentum der sächsischen Staatsbahn im Bahnhof blieben davon zunächst unberührt.
Nach dem Zerfall Österreich-Ungarns und der Gründung des Staates Tschechoslowakei ging die Betriebsführung auf die neu gegründeten Tschechoslowakischen Staatsbahnen (ČSD) über. Die sächsische Staatsbahn ging 1920 in der Deutschen Reichsbahn (DR) auf, die ATE wurde zum 1. Jänner 1923 verstaatlicht. Damit verblieb fortan die DR als einziges fremdes Eisenbahnunternehmen im Bahnhof.

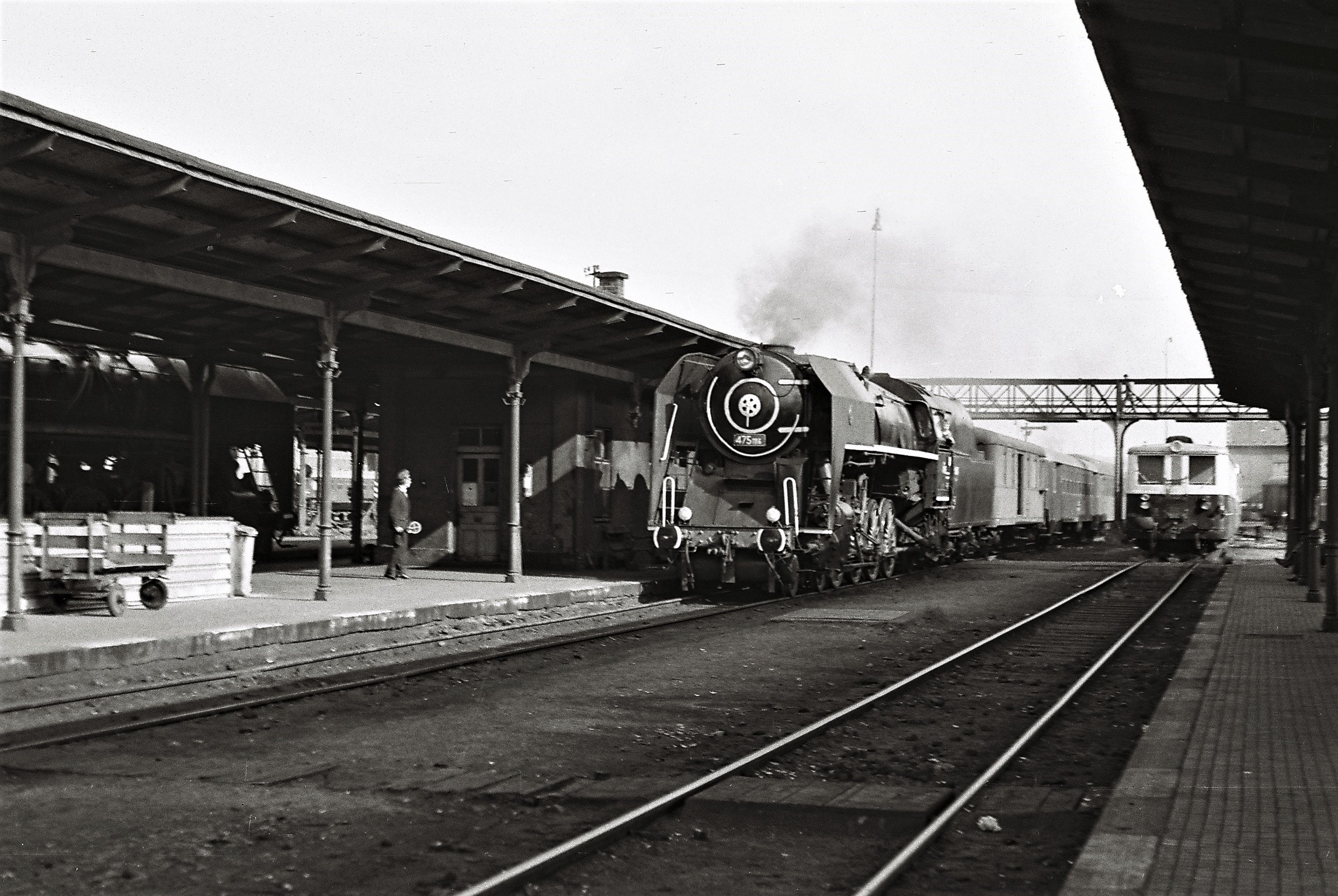
Schnellzug mit ČSD-Baureihe 475.1 (1974)

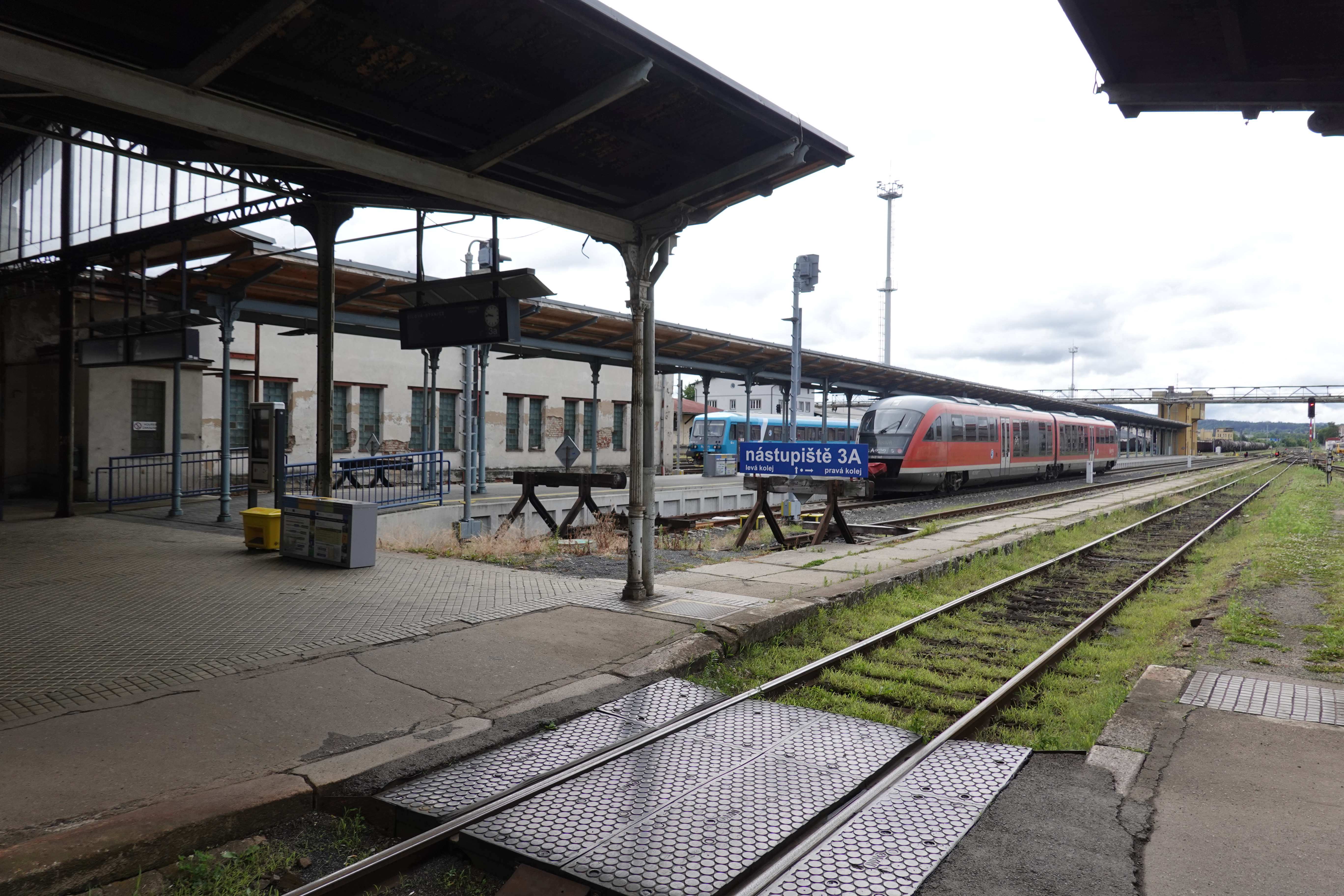
Stumpfgleise an der Ostseite des Zentralperrons. Der von der DB stammende Triebzug von Arriva fährt Richtung Jaroměř (2022)

Am 31. Jänner 1931 schlossen das Deutsche Reich und die Tschechoslowakei einen (am 16. Februar 1937 ratifizierten) Vertrag, der die käufliche Übernahme der reichsdeutschen Eisenbahnstrecken in das Eigentum des tschechoslowakischen Staates vorsah. Das Münchner Abkommen und die Eingliederung der deutschsprachigen tschechoslowakischen Gebiete in das Deutsche Reich ab 1. Oktober 1938 ließen diesen Vertrag jedoch obsolet werden. Der Bahnhof wurde fortan von der Reichsbahndirektion Dresden verwaltet.
Nach dem Zweiten Weltkrieg kam der Bahnhof wieder zu den ČSD. Die deutschen Eigentumsrechte am Bahnhof wurden ohne finanzielle Entschädigung für nichtig erklärt.
Im Rahmen der Modernisierung der Bahnstrecke Pardubice–Zawidów ist auch ein Umbau des Bahnhofes Liberec geplant. Das separate und bahnbetrieblich ungenutzte Gebäude auf dem Zentralperron soll abgerissen werden. Stattdessen sind vier Inselbahnsteige geplant, die auch überregionale Fernzüge aufnehmen können. Auf der Gleisseite des Stationsgebäudes ist eine Schnittstelle zum Überlandbusverkehr geplant, die den jetzigen Busbahnhof ersetzen soll. Der Stadtraum vor dem Stationsgebäude wird eine verkehrsberuhigte Zone sein. Dort bleibt lediglich der Übergang zur Straßenbahn Liberec.
Im April 2025 schrieben die staatliche Infrastukturverwaltung und die Stadt Liberec die Planung für den Umbau gemeinsam öffentlich aus. Für die drei Erstplatzierten des Wettbewerbs stehen insgesamt 10,8 Millionen Kronen an Preisgeldern zur Verfügung. Die Gesamtkosten des Projektes werden auf 1,839 Milliarden Kronen geschätzt.